# Antonio Carlos Ortega
Antonio Carlos Ortega, španski rokometaš, * 14. julij 1971, Málaga.
Leta 2000 je na poletnih olimpijskih igrah v Sydneyju v sestavi španske reprezentance osvojil bronasto olimpijsko medaljo; čez štiri leta je osvojil 7. mesto.